# Сорокина, Мария Сергеевна
Мари́я Серге́евна Соро́кина (1911 — 1948) — русская советская артистка балета. Заслуженная артистка РСФСР (1940). Лауреат Сталинской премии второй степени (1946)

## Биография

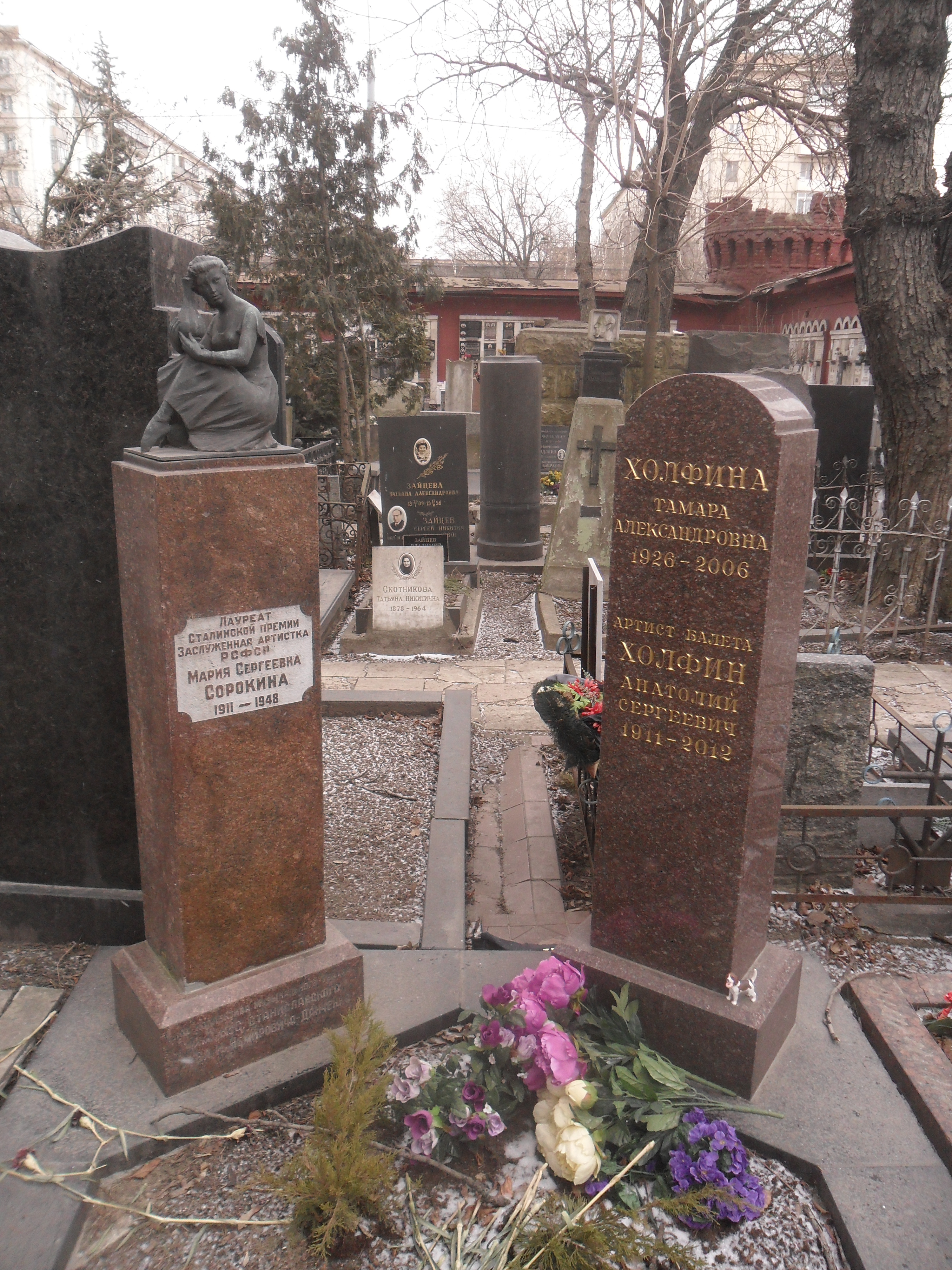
Могила Сорокиной на Новодевичьем кладбище Москвы.

М. С. Сорокина родилась 24 февраля (9 марта) 1911 года в Москве. В 1923—1925 годах училась в МХУ, в 1925—1929 годах — в Московском техникуме имени А. В. Луначарского у А. М. Мессерера. В 1929—1932 годах работала в Московском драматическом балете под руководством Н. С. Греминой. С 1932 года — в Московском художественном балете (позднее вошёл в состав МАМТ имени К. С. Станиславского и Вл. И. Немировича-Данченко). Обладала большим драматическим талантом, сценическим обаянием, артистичностью, безукоризненной техникой.
В 1931—1948 годах была замужем за Анатолием Тольским (настоящая фамилия Холфин), артистом балета.
М. С. Сорокина умерла 21 декабря 1948 года. Похоронена в Москве на Новодевичьем кладбище (участок № 2).

## Балетные партии
- 1936 — «Треуголка» М. де Фальи — Мельничиха
- 1937 — «Цыганы» С. Н. Василенко — Земфира
- 1938 — «Ночь перед Рождеством» Б. В. Асафьева — Солоха
- 1942 — «Виндзорские проказницы» В. А. Оранского — Анна Пейдж
- 1943 — «Лола» С. Н. Василенко — Лола
- 1944 — «Шехерезада» Н. А. Римского-Корсакова — Гюльнара
- 1947 — «Франческа да Римини» П. И. Чайковского — Франческа да Римини
- «Карнавал» на музыку Р. Шумана — Коломбина
- «Красный мак» Р. М. Глиэра — Тао Хоа
- «Соперницы» П. Л. Гертеля — Лиза
- «Корсар» А. Адана — Медора
- «Бахчисарайский фонтан» Б. В. Асафьева — Зарема

## Награды и премии
- Сталинская премия второй степени (1946) — за исполнение главной партии в балетном спектакле «Лола» С. Н. Василенко и партии Гюльнары в балетном спектакле «Шехерезада» Н. А. Римского-Корсакова
- заслуженная артистка РСФСР (1940)